# Parafia św. Michała Archanioła i św. Anny w Wykrotach
Parafia świętego Michała Archanioła i świętej Anny w Wykrotach – parafia rzymskokatolicka, znajdująca się w diecezji legnickiej, w dekanacie Nowogrodziec.